# 山田 (市原市)
山田（やまだ）は、千葉県市原市の三和地区にある大字である。郵便番号は290-0205。

## 概要
全体的に水田広がった田園地帯である。東方に小湊鐵道小湊鉄道線の上総山田駅が存在しているが、これは磯ケ谷にある。

## 地理
北は海士有木、北西は相川、東は磯ケ谷、西は養老川を挟んで安須、南は二日市場、南西は養老川をはさんで光風台と接している。

## 地価
2015年1月1日現在の地価は、千葉県市原市山田字後原621番10外で16,500(円/m²)である。

## 世帯数と人口
2022年4月1日現在の世帯数と人口は以下の通りである。
| 町丁字 | 世帯数  | 人口  |
| ------ | ------- | ----- |
| 山田   | 137世帯 | 307人 |

## 通学区域
市立小中学校及び県立高等学校の通学区域は以下の通りである。
| 町丁字 | 番地 | 小学校             | 中学校             | 高等学校 |
| ------ | ---- | ------------------ | ------------------ | -------- |
| 山田   | 全域 | 市原市立養老小学校 | 市原市立三和中学校 | 第9学区  |

## 施設
- 市原南郵便局
- 市原警察署養老駐在所
- JA市原市中央営農センター

## 交通

### 駅
地区内に駅はないが、磯ケ谷にある上総山田駅が最寄りである。

### 道路
- 国道297号
- 国道297号市原バイパス